# Kehdinger Kreisbahn
| O&K Werks-Nr. 10859/1925 oder 11338/1927 |                                                                  |                                       |                                       |
| Kursbuchstrecke (DB): | 190m (1934) als Kraftfahrlinie                                   |                                       |                                       |
| Streckenlänge: | 51,8 km                                                          |                                       |                                       |
| Spurweite: | 1.000 mm zwischen Stade Güterbahnhof und Gasanstalt auch 1435 mm |                                       |                                       |
| |                                                                  |                                       |                                       |
| \| \| 0,0 \| Stade vor Staatsbahnhof \| Stade vor Staatsbahnhof \| \| \| \| Übergabe zur Staatsbahn \| \| \| \| 0,2 \| Güterbahnhof \| Güterbahnhof \| \| \| \| von Staatsbahn \| Dreischienengleis \| \| \| \| Burggraben \| \| \| \| 0,9 \| Stade Salztor \| Stade Salztor \| \| \| \| Hafen \| \| \| \| \| Alter Hafen, Drehbrücke \| \| \| \| 1,1 \| zur Gasanstalt, bis hier dreischienig \| zur Gasanstalt, bis hier dreischienig \| \| \| 1,5 \| Stade Kehdinger Tor \| Stade Kehdinger Tor \| \| \| 3,4 \| Hörne-Brunshausen \| Hörne-Brunshausen \| \| \| \| Anschluss Glasfabrik \| 1,7 km \| \| \| 5,7 \| Götzdorf \| Götzdorf \| \| \| 7,3 \| Bützfleth \| Bützfleth \| \| \| 9,5 \| Abbenfleth \| Abbenfleth \| \| \| \| Anschluss Munitionsdepot \| \| \| \| 11,1 \| Barnkrug \| Barnkrug \| \| \| 12,7 \| Wethe \| Wethe \| \| \| 13,5 \| Assel (Drochtersen) \| Assel (Drochtersen) \| \| \| 15,2 \| Ritsch \| Ritsch \| \| \| 16,8 \| Gauensiek \| Gauensiek \| \| \| 17,6 \| Drochtersen Kirche \| Drochtersen Kirche \| \| \| 17,9 \| Drochtersen \| Drochtersen \| \| \| 19,8 \| Nindorf \| Nindorf \| \| \| 21,9 \| Dornbusch-Krautsand \| Dornbusch-Krautsand \| \| \| 23,9 \| Neuland \| Neuland \| \| \| 26,6 \| Wischhafen \| Wischhafen \| \| \| 28,4 \| Hamelwörden \| Hamelwörden \| \| \| 30,5 \| Schinkel \| Schinkel \| \| \| 31,8 \| Landesbrück-Oederquart \| Landesbrück-Oederquart \| \| \| 34,0 \| Freiburg (Elbe) \| Freiburg (Elbe) \| \| \| 36,0 \| Esch \| Esch \| \| \| 38,7 \| Krummendeich \| Krummendeich \| \| \| 40,0 \| Wechtern \| Wechtern \| \| \| 42,1 \| Baljerdorf \| Baljerdorf \| \| \| 44,2 \| Balje \| Balje \| \| \| 46,1 \| Süderdeich \| Süderdeich \| \| \| 48,5 \| Hörne-Außendeich \| Hörne-Außendeich \| \| \| 50,5 \| Itzwörden \| Itzwörden \| |                                                                  |                                       |                                       |
| Kopfbahnhof Streckenanfang (Strecke außer Betrieb) | 0,0                                                              | Stade vor Staatsbahnhof               | Stade vor Staatsbahnhof               |
| Abzweig geradeaus und nach rechts (Strecke außer Betrieb) |                                                                  | Übergabe zur Staatsbahn               | Übergabe zur Staatsbahn               |
| Dienststation / Betriebs- oder Güterbahnhof (Strecke außer Betrieb) | 0,2                                                              | Güterbahnhof                          | Güterbahnhof                          |
| Abzweig geradeaus und von rechts (Strecke außer Betrieb) |                                                                  | von Staatsbahn                        | Dreischienengleis                     |
| Brücke über Wasserlauf (Strecke außer Betrieb) |                                                                  | Burggraben                            | Burggraben                            |
| Haltepunkt / Haltestelle (Strecke außer Betrieb) | 0,9                                                              | Stade Salztor                         | Stade Salztor                         |
| Abzweig geradeaus und nach rechts (Strecke außer Betrieb) |                                                                  | Hafen                                 | Hafen                                 |
| Brücke über Wasserlauf (Strecke außer Betrieb) |                                                                  | Alter Hafen, Drehbrücke               | Alter Hafen, Drehbrücke               |
| Abzweig geradeaus und nach links (Strecke außer Betrieb) | 1,1                                                              | zur Gasanstalt, bis hier dreischienig | zur Gasanstalt, bis hier dreischienig |
| Haltepunkt / Haltestelle (Strecke außer Betrieb) | 1,5                                                              | Stade Kehdinger Tor                   | Stade Kehdinger Tor                   |
| Haltepunkt / Haltestelle (Strecke außer Betrieb) | 3,4                                                              | Hörne-Brunshausen                     | Hörne-Brunshausen                     |
| Abzweig geradeaus und nach rechts (Strecke außer Betrieb) |                                                                  | Anschluss Glasfabrik                  | 1,7 km                                |
| Haltepunkt / Haltestelle (Strecke außer Betrieb) | 5,7                                                              | Götzdorf                              | Götzdorf                              |
| Bahnhof (Strecke außer Betrieb) | 7,3                                                              | Bützfleth                             | Bützfleth                             |
| Haltepunkt / Haltestelle (Strecke außer Betrieb) | 9,5                                                              | Abbenfleth                            | Abbenfleth                            |
| Abzweig geradeaus und nach rechts (Strecke außer Betrieb) |                                                                  | Anschluss Munitionsdepot              | Anschluss Munitionsdepot              |
| Bahnhof (Strecke außer Betrieb) | 11,1                                                             | Barnkrug                              | Barnkrug                              |
| Haltepunkt / Haltestelle (Strecke außer Betrieb) | 12,7                                                             | Wethe                                 | Wethe                                 |
| Haltepunkt / Haltestelle (Strecke außer Betrieb) | 13,5                                                             | Assel (Drochtersen)                   | Assel (Drochtersen)                   |
| Haltepunkt / Haltestelle (Strecke außer Betrieb) | 15,2                                                             | Ritsch                                | Ritsch                                |
| Haltepunkt / Haltestelle (Strecke außer Betrieb) | 16,8                                                             | Gauensiek                             | Gauensiek                             |
| Haltepunkt / Haltestelle (Strecke außer Betrieb) | 17,6                                                             | Drochtersen Kirche                    | Drochtersen Kirche                    |
| Bahnhof (Strecke außer Betrieb) | 17,9                                                             | Drochtersen                           | Drochtersen                           |
| Haltepunkt / Haltestelle (Strecke außer Betrieb) | 19,8                                                             | Nindorf                               | Nindorf                               |
| Haltepunkt / Haltestelle (Strecke außer Betrieb) | 21,9                                                             | Dornbusch-Krautsand                   | Dornbusch-Krautsand                   |
| Haltepunkt / Haltestelle (Strecke außer Betrieb) | 23,9                                                             | Neuland                               | Neuland                               |
| Bahnhof (Strecke außer Betrieb) | 26,6                                                             | Wischhafen                            | Wischhafen                            |
| Haltepunkt / Haltestelle (Strecke außer Betrieb) | 28,4                                                             | Hamelwörden                           | Hamelwörden                           |
| Haltepunkt / Haltestelle (Strecke außer Betrieb) | 30,5                                                             | Schinkel                              | Schinkel                              |
| Haltepunkt / Haltestelle (Strecke außer Betrieb) | 31,8                                                             | Landesbrück-Oederquart                | Landesbrück-Oederquart                |
| Bahnhof (Strecke außer Betrieb) | 34,0                                                             | Freiburg (Elbe)                       | Freiburg (Elbe)                       |
| Haltepunkt / Haltestelle (Strecke außer Betrieb) | 36,0                                                             | Esch                                  | Esch                                  |
| Bahnhof (Strecke außer Betrieb) | 38,7                                                             | Krummendeich                          | Krummendeich                          |
| Haltepunkt / Haltestelle (Strecke außer Betrieb) | 40,0                                                             | Wechtern                              | Wechtern                              |
| Haltepunkt / Haltestelle (Strecke außer Betrieb) | 42,1                                                             | Baljerdorf                            | Baljerdorf                            |
| Bahnhof (Strecke außer Betrieb) | 44,2                                                             | Balje                                 | Balje                                 |
| Haltepunkt / Haltestelle (Strecke außer Betrieb) | 46,1                                                             | Süderdeich                            | Süderdeich                            |
| Haltepunkt / Haltestelle (Strecke außer Betrieb) | 48,5                                                             | Hörne-Außendeich                      | Hörne-Außendeich                      |
| Kopfbahnhof Streckenende (Strecke außer Betrieb) | 50,5                                                             | Itzwörden                             | Itzwörden                             |

Die Kehdinger Kreisbahn (KKB) war eine 50,5 km lange Schmalspurbahn in Meterspur, die den damaligen Kreis Kehdingen (heute Nordwesten des Landkreises Stade) erschloss. Sie verband von 13. Juni 1899 bis 15. November 1933 die Stadt Stade über Bützfleth, Drochtersen, Wischhafen, Freiburg (Elbe) und Balje mit Itzwörden (Ortsteil von Geversdorf, heute Ortsteil von Cadenberge im Landkreis Cuxhaven). Der Personenverkehr im Abschnitt nördlich von Freiburg (Elbe) wurde bereits am 22. Mai 1932 aufgegeben; er wurde von der Omnibusgesellschaft Alex und Heinrich Peill oHG, der Vorgängergesellschaft der KVG Stade übernommen.
Die Kehdinger Kreisbahn (KKB) gehörte dem Kreis Kehdingen (ab 1932: Kreis Stade) und hatte ab 1910 eine eigene Betriebsführung (vorher: Havestadt & Contag, Berlin).

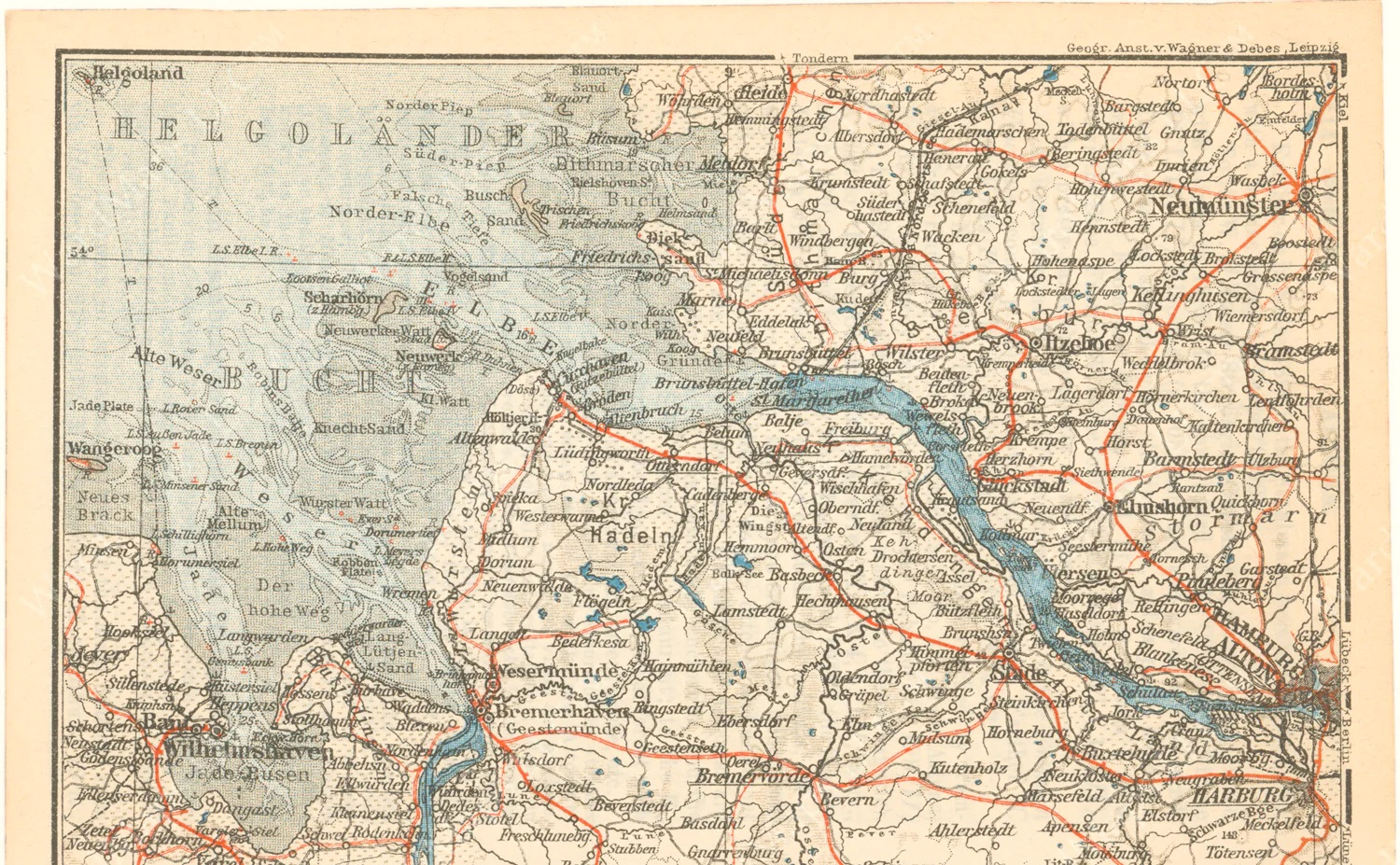
Karte der Unterelbe von 1910

Hauptkunden der Eisenbahn waren die in der Gegend zahlreich vorhandenen Ziegeleien und die Landwirtschaft. Der Bahnhof in Stade lag nordöstlich des Bahnhofes der Niederelbebahn. Die Strecke führte östlich um die Altstadt herum, am Salztor bestand eine zusätzliche Haltestelle (umgangssprachlich „Katholischer Bahnhof“, Namensherkunft unklar). Insgesamt bestanden 29 Bahnhöfe und (zum Teil Bedarfs-)Haltepunkte. In Wischhafen bestand Anschluss an eine Fähre über die Elbe nach Glückstadt, in Itzwörden an eine Fähre über die Oste.
Nur auf 6,7 km hatte die Bahn einen eigenen Bahnkörper, ansonsten verlief sie in Seitenlage der bestehenden Landstraßen.
Der Personenverkehr war mäßig, bis Ende der 1920er Jahre wurden jährlich etwa 300.000 Personen befördert. Zwischen Stade und Freiburg (Elbe) verkehrten fünf bis sechs Zugpaare täglich, zwischen Freiburg (Elbe) und Itzwörden zwei bis drei. Auch der Einsatz eines Triebwagens zwischen 1923 und 1926 brachte keine wesentliche Verbesserung.
Der Güterverkehr war noch mäßiger. Im Jahr wurden etwa 30.000 Tonnen befördert, in guten Jahren bis zu 60.000 Tonnen. Dabei ging etwa 2/3 davon nur bis zum Hafen Stade. Der Transport auf Rollwagen war nur bis Brunshausen zur Glasfabrik möglich, alles darüber hinaus musste umgeladen werden. Dieser Verkehr blieb allerdings noch nach Einstellung des Personenverkehrs bis zum 1. April 1936 in Betrieb, beschränkte sich aber auf Bedarfsgüterzüge. Die normalspurigen Anschlüsse wurden ab 1. Juli 1937 von der Deutschen Reichsbahn übernommen. Die Gasanstalt wurde noch bis Mitte der 1960er Jahre bedient, der Hafen bis 1973.

## Lokomotiven (unvollständige Auflistung)
| Hersteller | Werks-Nr. | Baujahr | Leistung | Bauart  | Anmerkungen                                                                                       |
| ---------- | --------- | ------- | -------- | ------- | ------------------------------------------------------------------------------------------------- |
| Hagans     | 422       | 1900    |          | B1' n2t | Ehemals Herforder Kleinbahnen Nr. 1 Herford. Verbleib ist unbekannt                               |
| Hagans     | 424       | 1900    |          | B1' n2t | Ehemals Herforder Kleinbahnen Nr. 3 Vlotho. Verbleib ist unbekannt                                |
| Hagans     | 425       | 1900    |          | B1' n2t | Ehemals Herforder Kleinbahnen Nr. 4 Salzuflen                                                     |
| O&K        | 10859     | 1925    | 200 PS   | Ct      | 1936 an Sylter Inselbahn, Betriebs-Nr. 2", † 1951                                                 |
| O&K        | 11181     | 1926    | 150 PS   | 1Ct     | Stade, Betriebs-Nr.1", Greifenberger Kleinbahn, Betriebs-Nr. 20 uz 136, ab 1945 PKP Tya6-3322     |
| O&K        | 11338     | 1927    | 150 PS   | 1Ct     | 1936 an Sylter Inselbahn, Betriebs-Nr. 15, † 1955                                                 |
| O&K        | 11700     | 1928    | 150 PS   | 1Ct     | Betriebs-Nr. 3 uz 7 Greifenberger Kleinbahn Betriebs-Nr. 24 uz 137, ab 1945 PKP Tya7-3344, † 1972 |